# Joseon Sanggosa
Le Joseon Sanggosa (littéralement « Histoire ancienne de la Corée ») est un livre écrit en 1931 par l'historien nationaliste et militant Shin Chae-ho. Il couvre l'histoire ancienne de la Corée de période Gojoseon au IVe siècle av. J.-C. jusqu'à la destruction du royaume de Baekje en 660. Il est publié sous forme de feuilleton dans le quotidien Chosun Ilbo à partir de 1931 puis finalement publié en volume séparé en 1948. Le Joseon Sangosa est composé de onze chapitres.

## Source de la traduction
- (en) Cet article est partiellement ou en totalité issu de l’article de Wikipédia en anglais intitulé « Joseon Sanggosa » (voir la liste des auteurs).